# Nöjesliv i Stockholm

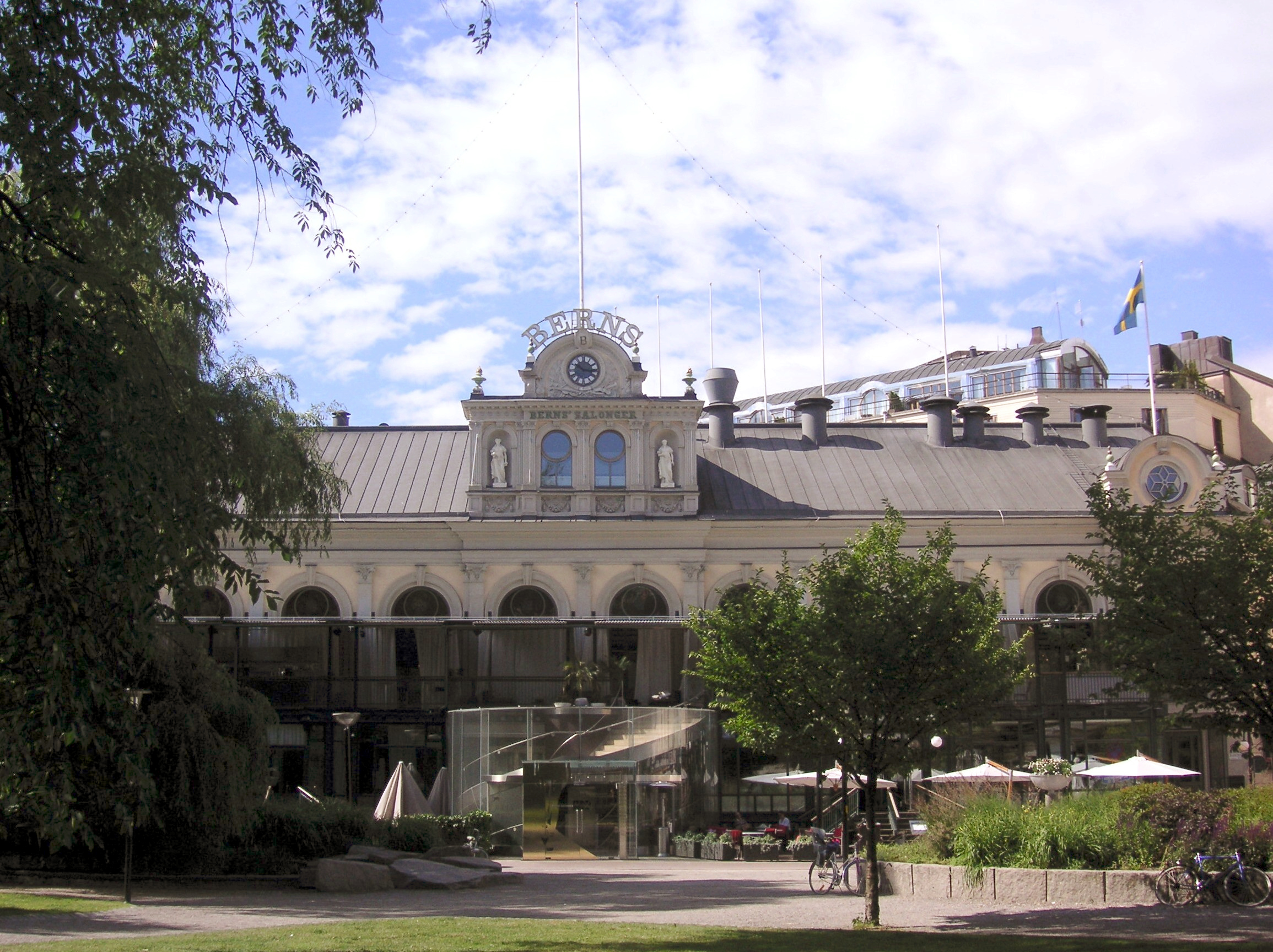
Entrén till Berns salonger juli 2008.

Stockholm har som Sveriges största stad ett omfattande utbud av nöjesliv, däribland ett stort antal barer, pubar och nattklubbar. De största nöjesdistrikten ligger kring Stureplan och Götgatan. Vid Stureplan finns bland annat nattklubbarna Sturecompagniet och Spy Bar som drivs av Stureplansgruppen. Till andra mer kända klubbar kan räknas Café Opera och Patricia.
Bland nöjesetablissemangen återfinns Wallmans salonger, Golden Hits och Norra Brunn. Även ett kasino finns, Casino Cosmopol. Till de klassiska nöjesscenerna kan även räknas Nalen och Fenixpalatset.
Berns salonger uppfördes 1862–1863 av konditorn Heinrich Robert Berns efter arkitekt Johan Fredrik Åboms ritningar. Invigning skedde 1 augusti 1863. Med sin medarbetare Magnus Isæus utvidgade han 1885 byggnaden med ytterligare en salong, vinkelställd mot den ursprungliga och samtidigt bytte man namn från Berns Salong till Berns Salonger. Berns salong var en av Europas stora restauranger på sin tid och spelade en stor roll i Stockholms nöjesliv; 1866 visades här cancan för första gången för en svensk publik.